# Кузнецов, Виктор Павлович
Виктор Павлович Кузнецов (12 марта 1923 — 5 июня 2002) — советский офицер, в годы Великой Отечественной войны механик-водитель танка 252-го танкового полка 2-й механизированной бригады 5-го механизированного корпуса 6-й танковой армии 2-го Украинского фронта, младший сержант. Герой Советского Союза

## Биография
Родился 12 марта 1923 года в селе Нагаево ныне Шатковского района Нижегородской области в крестьянской семье. Русский. Окончил неполную среднюю школу в городе Лукояново Горьковской (ныне Нижегородской) области в 1938 году. Работал слесарем на автобазе в городе Горьком (с 1990 года — Нижний Новгород).
В РККА с 1942 года. В боях Великой Отечественной войны с апреля 1944 года.
Механик-водитель танка 252-го танкового полка (2-я механизированная бригада, 5-й механизированный корпус, 6-я танковая армия, 2-й Украинский фронт) комсомолец младший сержант Виктор Кузнецов 21 августа 1944 года во встречном танковом бою в районе румынского города Яссы первым ворвался в боевые порядки врага, уничтожил самоходную установку «фердинанд», два орудия, два пулемёта и много живой силы противника. Будучи ранен, остался в строю.
Указом Президиума Верховного Совета СССР от 24 марта 1945 года за образцовое выполнение боевых заданий командования на фронте борьбы с немецко-фашистским захватчиками и проявленные при этом мужество и героизм младшему сержанту Кузнецову Виктору Павловичу присвоено звание Героя Советского Союза с вручением ордена Ленина и медали «Золотая Звезда» (№ 8929).
Демобилизован из рядов Красной Армии по инвалидности. Работал в колхозе имени К. Маркса, был председателем ревизионной комиссии, заведующим складом.
С сентября 1946 года по август 1948 года учился в Горьковской юридической школе. После её окончания был направлен в Свердловск, где 16 лет проработал юрисконсультом. Член КПСС с 1949 года. В 1964 году вернулся в Горький.
Скончался 5 июня 2002 года. Похоронен в Нижнем Новгороде на кладбище «Марьина Роща».

## Награды
- Медаль «Золотая Звезда» Героя Советского Союза (24 марта 1945);
- орден Ленина (24 марта 1945);
- орден Отечественной войны I степени;
- медали.